# Картаго (Калифорнија)
Картаго (енгл. Cartago) насељено је место без административног статуса у америчкој савезној држави Калифорнија.

## Демографија
По попису из 2010. године број становника је 92, што је 17 (-15,6%) становника мање него 2000. године.
| Група             | 2000.      | 2010.      |
| Белци             | 65 (59,6%) | 63 (68,5%) |
| Афроамериканци    | 0 (0,0%)   | 0 (0,0%)   |
| Азијати           | 0 (0,0%)   | 0 (0,0%)   |
| Хиспаноамериканци | 42 (38,5%) | 16 (17,4%) |
| Укупно            | 109        | 92         |